# Turn of the Tides
Turn of the Tides è il 23º album di studio dei Tangerine Dream, pubblicato nel 1994. Tutte le tracce sono composte e arrangiate da Edgar Froese e Jerome Froese. È stato nominato ai Grammy nella categoria Miglior Album New Age nello stesso anno, e ha raggiunto la seconda posizione nella Billboard New Age Charts.

## Tracce
1. Pictures at an Exhibiton – 3:01
2. Firetongues – 6:32
3. Galley Slave's Horizon – 7:47
4. Death of a Nightingale – 5:30
5. Twilight Brigade – 9:45
6. Jungle Journey – 6:34
7. Midwinter Night – 4:38
8. Turn of the Tides – 7:40